# Gonomyia (Neolipophleps) neofalcifer
Gonomyia (Neolipophleps) neofalcifer is een tweevleugelige uit de familie steltmuggen (Limoniidae). De soort komt voor in het Neotropisch gebied.